# Задание (посёлок)
Задание — посёлок в Алапаевском районе Свердловской области России, входящий в муниципальное образование Алапаевское. Управляется Ясашинским территориальным управлением.

## География
Посёлок расположен на водоразделе рек Алапаихи и Синячихи, в 20 километрах на северо-запад от города Алапаевска.В посёлке расположен одноимённый остановочный пункт (ранее-станция)Свердловской ж.д. (направление Каменск-Уральский  -Алапаевск-Нижний Тагил)

## Часовой пояс
Задание, как и вся Свердловская область, находится в часовой зоне МСК+2. Смещение применяемого времени относительно UTC составляет +5:00.

## Население
| 2002 | 2010 |
| ---- | ---- |
| 42   | ↘22  |